# كاتلين أوهاشي
كاتلين ميشيل أوهاشي (بالإنجليزية: Katelyn Michelle Ohashi)‏ (من مواليد 12 أبريل 1997) هي لاعبة أمريكية سابقة في فن الجمباز فني كانت عضوًا أربع مرات في المنتخب الوطني للجمباز بالولايات المتحدة الأمريكية، ثم البطولة الوطنية للناشئين سنة 2011 وفازت بكأس أمريكا سنة 2013. لتجبرها الإصابة على التقاعد دوليا.
درست أوهاشي بجامعة كاليفورنيا في لوس أنجلوس حيث كانت جزءًا من فريق الجامعة منذ عام 2015، في يناير 2019 حصلت على 10 نقاط كاملة في بطولة الجامعة الأمريكية (2019 Collegiate Challenge) ضد ولاية أريزونا، وهي أعلى نقطة في البطولة وأعلى نقطة حصلت عليها خلال مشوارها الرياضي. حيث حصد فيديو رقصتها على الجمباز الأرضي على 40 مليون مشاهدة خلال يوم واحد فقط

## روابط خارجية
- كاتلين أوهاشي على موقع الاتحاد الدولي للجمباز (biography) (الإنجليزية)
- كاتلين أوهاشي على موقع الاتحاد الأمريكي للجمباز (الإنجليزية)